# Udara paracatius
Udara paracatius är en fjärilsart som beskrevs av Hans Fruhstorfer 1916. Udara paracatius ingår i släktet Udara och familjen juvelvingar. Inga underarter finns listade i Catalogue of Life.